# Theridion bomae
Theridion bomae är en spindelart som beskrevs av Schmidt 1957. Theridion bomae ingår i släktet Theridion och familjen klotspindlar.
Artens utbredningsområde är Kongo. Inga underarter finns listade i Catalogue of Life.